# Amboy (Nueva York)
Amboy es un pueblo ubicado en el condado de Oswego en el estado estadounidense de Nueva York. En el año 2000 tenía una población de 1312 habitantes y una densidad poblacional de 13.6 personas por km².

## Geografía
Amboy se encuentra ubicado en las coordenadas 43°22′24″N 75°55′40″O / 43.37333, -75.92778.

## Demografía
Según la Oficina del Censo en 2000 los ingresos medios por hogar en la localidad eran de $33 315 y los ingresos medios por familia eran $34 702. Los hombres tenían unos ingresos medios de $30 000 frente a los $22 833 para las mujeres. La renta per cápita para la localidad era de $14 698. Alrededor del 13.5% de la población estaban por debajo del umbral de pobreza.